# Palazzo Saporiti
A Palazzo Saporiti (Corso Venezia 40.) egy milánói palota.

## Története
Az épületet Giovanni Perego tervezte, majd 1812-ben Innocenzo Giusti felügyelete alatt épült meg.  A város egyik legszebb klasszicista épülete. A római isteneket ábrázoló szobrokat, melyek a tetőt díszítik Pompeo Marchesi és Grazioso Rusca alkotásai. A felső ablaksor alatt végigfutó fríz domborművei Milánó történetéből ábrázolnak jeleneteket. Ezek ugyancsak Marchesi alkotásai.